# Aphonopelma
Genre
Synonymes
- Rhechostica Simon, 1892
- Delopelma Petrunkevitch, 1939
- Chaunopelma Chamberlin, 1940
- Gosipelma Chamberlin, 1940
- Apachepelma Smith, 1995

Aphonopelma est un genre d'araignées mygalomorphes de la famille des Theraphosidae.

## Distribution
Les espèces de ce genre se rencontrent aux États-Unis, au Mexique, au Honduras, au Salvador, au Nicaragua, au Costa Rica et au Panama.

## Description
Elles sont toutes de grande taille et sont urticantes.

## Liste des espèces
Selon World Spider Catalog (version 25.5, 06/02/2025) :
- Aphonopelma anax (Chamberlin, 1940)
- Aphonopelma armada (Chamberlin, 1940)
- Aphonopelma atomicum Hamilton, 2016
- Aphonopelma bacadehuachi Hendrixson, 2019
- Aphonopelma belindae Gabriel, 2011
- Aphonopelma bicoloratum Struchen, Brändle & Schmidt, 1996
- Aphonopelma burica Valerio, 1980
- Aphonopelma caniceps (Simon, 1891)
- Aphonopelma catalina Hamilton, Hendrixson & Bond, 2016
- Aphonopelma chalcodes Chamberlin, 1940
- Aphonopelma chiricahua Hamilton, Hendrixson & Bond, 2016
- Aphonopelma cookei Smith, 1995
- Aphonopelma crinirufum (Valerio, 1980)
- Aphonopelma eustathes (Chamberlin, 1940)
- Aphonopelma eutylenum Chamberlin, 1940
- Aphonopelma gabeli Smith, 1995
- Aphonopelma geotoma (Chamberlin, 1937)
- Aphonopelma gertschi Smith, 1995
- Aphonopelma griseum Chamberlin, 1940
- Aphonopelma hageni (Strand, 1906)
- Aphonopelma helluo (Simon, 1891)
- Aphonopelma hentzi (Girard, 1852)
- Aphonopelma icenoglei Hamilton, Hendrixson & Bond, 2016
- Aphonopelma iodius (Chamberlin & Ivie, 1939)
- Aphonopelma jacobii Hamilton & Hendrixson, 2024
- Aphonopelma johnnycashi Hamilton, 2016
- Aphonopelma joshua Prentice, 1997
- Aphonopelma levii Smith, 1995
- Aphonopelma madera Hamilton, Hendrixson & Bond, 2016
- Aphonopelma mareki Hamilton, Hendrixson & Bond, 2016
- Aphonopelma marxi (Simon, 1891)
- Aphonopelma moderatum (Chamberlin & Ivie, 1939)
- Aphonopelma moellendorfi Hamilton, 2016
- Aphonopelma mojave Prentice, 1997
- Aphonopelma mooreae Smith, 1995
- Aphonopelma nayaritum Chamberlin, 1940
- Aphonopelma pallidum (F. O. Pickard-Cambridge, 1897)
- Aphonopelma paloma Prentice, 1993
- Aphonopelma parvum Hamilton, Hendrixson & Bond, 2016
- Aphonopelma peloncillo Hamilton, Hendrixson & Bond, 2016
- Aphonopelma phasmus Chamberlin, 1940
- Aphonopelma platnicki Smith, 1995
- Aphonopelma prenticei Hamilton, Hendrixson & Bond, 2016
- Aphonopelma prosoicum Chamberlin, 1940
- Aphonopelma ruedanum Chamberlin, 1940
- Aphonopelma saguaro Hamilton, 2016
- Aphonopelma sclerothrix (Valerio, 1980)
- Aphonopelma seemanni (F. O. Pickard-Cambridge, 1897)
- Aphonopelma steindachneri (Ausserer, 1875)
- Aphonopelma superstitionense Hamilton, Hendrixson & Bond, 2016
- Aphonopelma truncatum (F. O. Pickard-Cambridge, 1897)
- Aphonopelma vorhiesi (Chamberlin & Ivie, 1939)
- Aphonopelma xanthochromum (Valerio, 1980)
- Aphonopelma xwalxwal Hamilton, 2016

## Systématique et taxinomie
Ce genre a été décrit par Pocock en 1901 dans les Aviculariidae.
Aphonopelma, Dugesiella, Delopelma, Chaunopelma et Gosipelma ont été placés en synonymie avec Rhechostica par Raven en 1985. En 1991, Aphonopelma prend le précédence sur Rhechostica
Apachepelma a été placé en synonymie par Prentice en 1997.
Dugesiella est relevé de synonymie par Gabriel en 2022.
Il a été révisé par Hamilton, Hendrixson et Bond en 2016 pour les espèces américaines, ils décrivent 14 espèces nouvelles et en placent 33 en synonymie.

## Publication originale
- Pocock, 1901 : « Some new and old genera of South American Avicularidae. » Annals and Magazine of Natural History, sér. 7, vol. 8, p. 540-555 (texte intégral).